# Echthronomas quadrinotata
Echthronomas quadrinotata là một loài tò vò trong họ Ichneumonidae.